# Нанооптика
Наноо́птика — раздел в оптике и нанотехнологии, в котором используется свет, локализованный в пространстве много меньшем длины волны (λ), или объёме много меньшем λ³. Практическое развитие этой области основано на создании лазеров и нанотехнологии, которая позволяет создавать наноструктуры (кластеры, плёнки, трубки)

## Возможности нанооптики
В оптике считалось, что существует фундаментальное ограничение разрешающей способности оптического изображения. Это связано с наличием рэлеевского критерия, согласно которому минимальный размер различимого объекта немного меньше длины волны используемого света и ограниченно дифракцией излучения.
Используя же структуры нанометровых размеров стало возможным создать ближнепольный микроскоп, с помощью которого был преодолен дифракционный предел в оптике. Пространственное разрешение этого микроскопа зависит от условий освещения. Предельное разрешение, например, для зонда с алюминиевым покрытием в видимом диапазоне спектра составляет примерно 13 нм, а при развитии данной технологии теоретически можно достигнуть 1 нм.
Это позволило изучать биологические объекты без их повреждения и в естественном окружении (in vivo). Также это важно для наноэлектроники для исследования поверхности и топологии элементов с высокой локальностью.